# Cantonul Riom-Ouest
Cantonul Riom-Ouest este un canton din arondismentul Riom, departamentul Puy-de-Dôme, regiunea Auvergne, Franța.

## Comune
- Châteaugay
- Enval
- Malauzat
- Marsat
- Mozac
- Riom (parțial, reședință)
- Volvic